# غزوة شنترين
غزوة شنترين (بالإسبانية: Conquista de Santarém)‏، وقعت في 15 مارس 1147 (542 هـ)، عندما استولت قوات مملكة البرتغال بقيادة ألفونسو الأول ملك البرتغال مدينة شنترين التي كانت بيد المسلمين.